# Nucellus
Als Nucellus bezeichnet man in der Botanik das Gewebe in der Samenanlage der Samenpflanzen, das die Megasporen ausbildet (Megasporangium). Es wird von ein oder zwei sterilen Hüllen, den Integumenten, umschlossen und bildet mit ihnen zusammen die Samenanlage.
Beim Generationswechsel von Pflanzen unterscheidet man den Sporophyten und den Gametophyten. Der Sporophyt bildet ein Gewebe aus, das die ungeschlechtlichen Sporen bildet, Sporangium genannt. Aus diesen Sporen entstehen die Gametophyten, die die Geschlechtszellen (Gameten) ausbilden, welche dann zu einer Zygote fusionieren (Befruchtung), aus der ein neuer Sporophyt hervorgeht. Etwa bei Moosen ist dies noch so realisiert.
Bei den Samenpflanzen ist der weibliche Gametophyt auf wenige (teils eine) Zelle(n) reduziert, vollständig in der sogenannten "Megaspore", was man als Endosporie bezeichnet. Die Sporen, in denen die männlichen Gametophyten verbleiben, sind viel kleiner und werden Mikrosporen genannt. Dieser versteckte Generationswechsel wurde erst 1851 von Wilhelm Hofmeister entdeckt, weswegen "Nucellus" nur das Pendant der Samenpflanzen für das Megasporangium der niederen Pflanzen ist.
Der Nucellus der Bedecktsamer wird nach der Befruchtung häufig abgebaut, kann aber auch als Perisperm die Funktion der Nährstoffspeicherung übernehmen.